# Kaduna United Football Club
El Kaduna United Football Club es un equipo de fútbol de Nigeria que jugó en la Liga Nacional de Nigeria, la segunda liga de fútbol más importante del país.

## Historia
Fue fundado en el año 2001 en la ciudad de Kaduna y es administrado por el Gobierno de Kaduna. Nunca ha sido campeón de la Liga Premier, pero sí ha ganado el Torneo de Copa en 1 ocasión en el año 2010.
A nivel internacional ha participado en 1 torneo continental, en la Copa Confederación de la CAF 2011, donde llegó hasta la fase de grupos.

## Palmarés
- Copa de Nigeria: 1

2010

## Participación en competiciones de la CAF
| Temporada | Torneo                       | Ronda          | Club               | Casa  | Visita | Global   |
| --------- | ---------------------------- | -------------- | ------------------ | ----- | ------ | -------- |
| 2011      | Copa Confederación de la CAF | 1              | Foullah Edifice FC | 2-0   | 0-1    | 2-1      |
| 2011      | Copa Confederación de la CAF | 2              | ES Sahel           | w.o.1 | w.o.1  | w.o.1    |
| 2011      | Copa Confederación de la CAF | 3              | ES Sétif           | 3-0   | 0-1    | 3-1      |
| 2011      | Copa Confederación de la CAF | Fase de grupos | ASEC Mimosas       | 2-1   | 1-2    | 4º Lugar |
| 2011      | Copa Confederación de la CAF | Fase de grupos | Club Africain      | 0-1   | 0-0    | 4º Lugar |
| 2011      | Copa Confederación de la CAF | Fase de grupos | Interclube         | 1-1   | 1-4    | 4º Lugar |

1- Kaduna United avanzó a la siguiente ronda luego de que el Étoile du Sahel se negó a viajar a Nigeria para el primer juego debido a la poca seguridad disponible por las elecciones presidenciales de 2011 en Nigeria.

## Jugadores

### Jugadores notables
- Efe Ambrose[5][6]
- Aruwa Ameh[7]
- Jude Aneke[8]
- Reuben Gabriel[6]
- Simon Zenke[6]